# Nuytsia floribunda

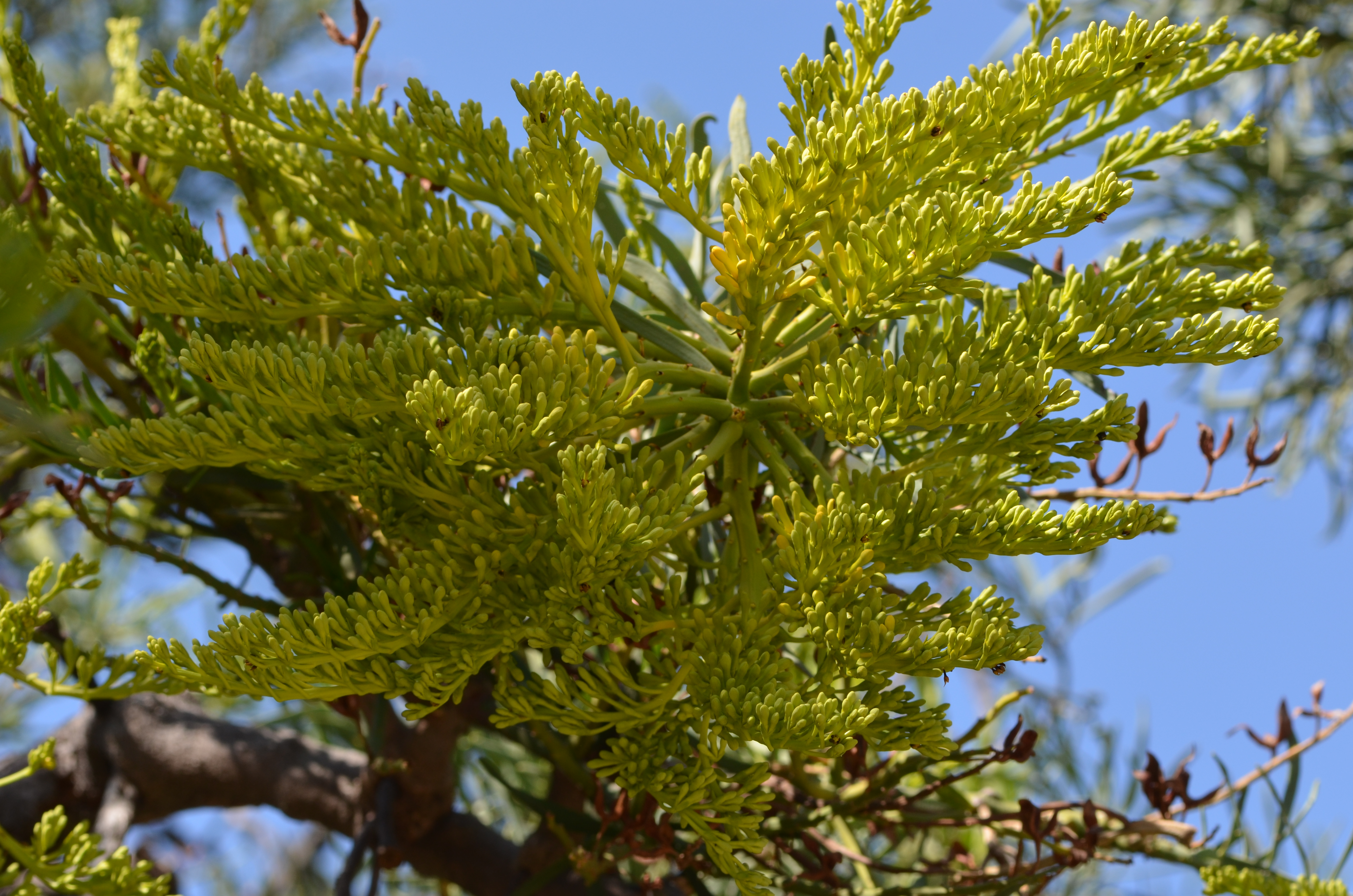
Pupeny květů

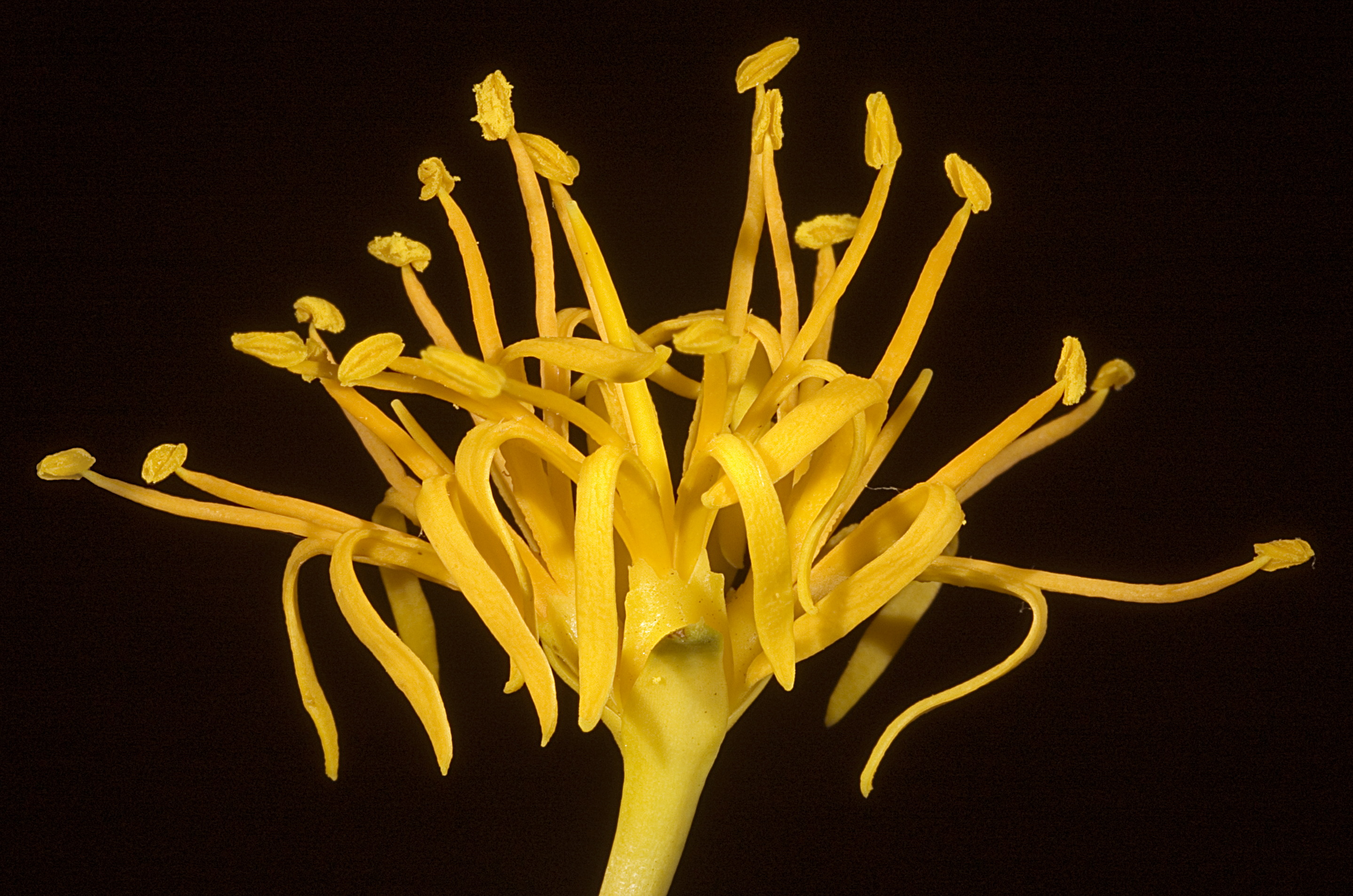
Hroznovité květenství

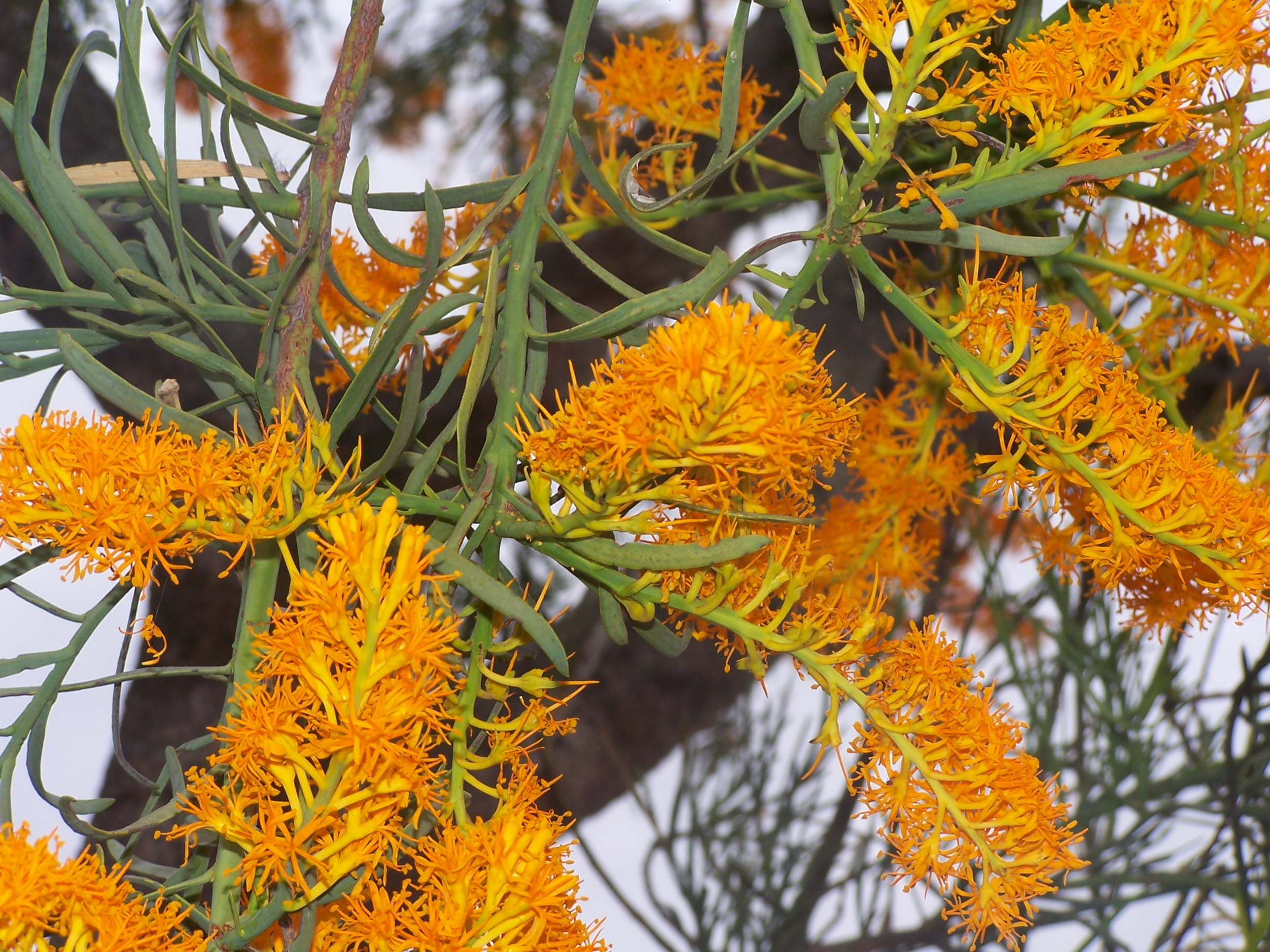
Vrcholičnatá květenství

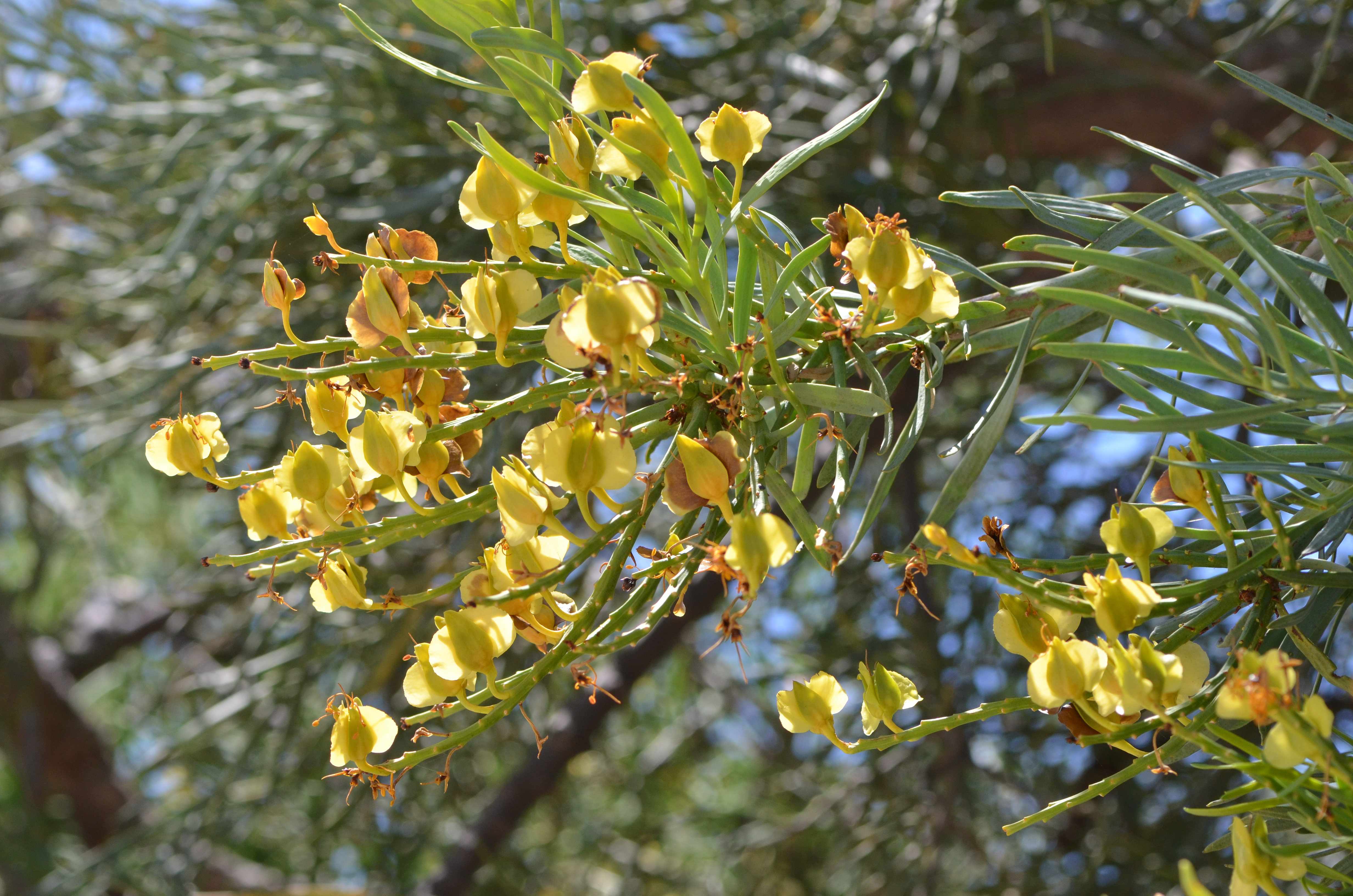
Dozrávající plody

Nuytsia floribunda je listnatý strom s mnoha neobvyklými vlastnostmi. Je kořenový parazit, jediný druh monotypického rodu Nuytsia, endemit vyskytující se přirozeně pouze v jihozápadním rohu Západní Austrálie a jeho nejrozpoznatelnějším znakem jsou četná dlouhá květenství složená ze stovek žlutooranžových květů. Kvete na počátku australského léta, před vánočními svátky, proto bývá lidově nazýván „vánoční strom“. V minulosti býval na pobřežních pláních docela běžný, dnes je v důsledku využívání půdy v okolí hlavního města Perthu, jehož aglomerace čítá okolo 2,2 milionu obyvatel, částečně zlikvidován.
Rodové jméno Nuytsia dostal po Pietru Nuytsovi, holandském průzkumníkovi a členovi tehdejšího vedení Nizozemské východní Indie. Ten v roce 1627 podnikl objevitelskou plavbu podél jihozápadního pobřeží Austrálie, kterému dal původní jméno „Pieter Nuyts Land“. Druhové jméno floribunda je složenina slov „floris“ (latinsky květ) a „abundus“ (latinsky hojný).

## Ekologie
Je fyzicky nejmohutnější parazitická rostlina, která se připojuje ke kořenům jiných rostlin. Odhaduje se, že existuje v nezměněné, starobylé podobě nejméně 40 milionů let. Jako semenáč neklíčí s jedním nebo dvěma děložními lístky jako ostatní rostliny, ale po vyklíčení jich má čtyři nebo pět. Na kvalitu půdy není náročná, roste v písčité až kamenité hlíně, která může být alkalická nebo kyselá. Vyskytuje se v teplém, polosuchém stanovišti na plném slunci, snáší spíše klima suché než vlhké.
Druh kvete v období od října do prosince, někdy ještě i v lednu. Jeho kvetení je považováno za předzvěst brzkého příchodu letního počasí. Patří do čeledi ochmetovitých, známé hlavně epifyticky rostoucími parazitujícími rostlinami.

## Popis
Stálezelený, vzpřímený strom s hrubou, šedohnědou kůrou, vysoký až 10 m a s korunou širokou do 4 metrů. Jeho větve jsou křehké, uvnitř bílé a obdobně jako kmen mají houbovitou strukturu. Střídavě vyrůstající listy bez palistů jsou celistvé, 2,5 až 10 cm dlouhé, vejčité nebo kopinaté, přisedlé, na bázi zúžené, na vrcholu špičaté či zaoblené, poněkud kožovité, po obvodě hladké, oboustranně lysé a se zpeřenou žilnatinou. Spodní listy mladých výhonků jsou někdy redukované na šupiny.
Květy jsou funkčně jednopohlavné, seskupené po třech do hroznovitých květenství, střední květ je funkčně samičí a dva postranní samčí. Tato květenství vytvářejí v počtu až padesát četné koncové vrcholíky dlouhé až 25 cm. Květy, z citrónově žlutých pupenů, jsou cyklické, přisedlé či krátce stopkaté a mají po dvou listencích, jejich hluboké květní lůžko je miskovitě rozšířené. Kalich, pokud není zakrnělý, má v jednom přeslenu dva až čtyři drobné, nestejné, tupě laločnaté či zubaté, vytrvalé lístky. Koruna mívá šest až osm volných, vzpřímených, lineárních, 1,5 cm dlouhých, zlatě žlutých až jasně oranžových lístků, vyrůstající v jednom přeslenu a na bázi jsou strostlé v korunní trubku. Samčí květ má šest až osm tyčinek v jednom kruhu, alternují s korunními lístky a mají prašníky pukající podélnými štěrbinami. Samičí květ obsahuje semeník s jediným oddílem a čnělku s kulovitou bliznou. Opylení květů zajišťují včely, motýli a drobní ptáci slétající se pro nektar.
Plod je jednosemenná peckovice bez dužiny. Obsahuje semeno se třemi křidélky, které má hodně tučného endospermu, místo tuhého osemení je kryto lepkavou vrstvou.

## Parasitismus
Nuytsia floribunda je částečný kořenový parazit, hemiparazit, jehož kořeny se připojují ke kořenům mnoha jiných stromů, pěstovaných plodin i travin. Od parazitovaných rostlin si bere vodu a část potřebných živin, zbytek si vytváří fotosyntézou. Do široka rozložené kořeny zasahují až do délky 110 m. Pokud narazí na cizí kořen, obkrouží jej prstencem své tkáně, ze které haustoriemi pronikne přes svrchní vrstvu (kortex) dovnitř hostitelské rostliny a parenchymatickým pletivem z něj osmózou saje. Je schopen parazitovat na mimořádné širokém spektru taxonů. Uvádí se, že když kořen stromu natrefí na telefonní kabel, poruší ho.

## Rozmnožování
Rozlehlé kořeny stromů obsahují i pupeny, ze kterých za příhodných podmínek vyrůstají noví jedinci. Lze soudit, že rostliny na jedné ploše jsou stejného klonu. Pupeny raší i po opětném opuštění vykáceného a po čtvrt století kultivovaného pozemku, který opět zůstal ležet ladem. Při přesazení na jiné místo ale dospělý strom obvykle do dvou let uhyne. Semena dobře klíčí, je však obtížné vypěstovat z nich mimo přirozené prostředí dospělce. Semenáč kvete nejdříve až ve věku okolo dvaceti let, proto se nerozšířilo jeho vysazování do okrasných zahrad.

## Význam
Hlavně dětmi je vyhledávána sladká, na vzduchu tuhnoucí pryskyřice vytékající z poraněného kmene; stejně tak sladká a po uvaření poživatelná je dužina kořenů. Dřevo stromu je nepevné, houbovité a je považováno za komerčně nepoužitelné, má netypicky uspořádané vrstvy pletiva vznikající při druhotném tloustnutí, dobře však odolává nevelkým stepním požárům. Podle tohoto raritního stromu byl pojmenován uznávaný biologický časopis „Nuytsia“, který vydává Western Australian Herbarium v Kensingtonu.

## Ohrožení
Fragmentovaná populace Nuytsia floribunda je poměrně stabilní, i když pokračuje pokles plochy a kvality stanoviště, na němž roste. Vyskytuje se nejčastěji na pozemcích s keřovitou vegetací středomořského typu. Je IUCN hodnocen jako málo dotčený taxon (LC).